# Rzeka Niewolnicza
Rzeka Niewolnicza (ang. Slave River, fr. Rivière des Esclaves) – rzeka w Kanadzie, na terenie prowincji Alberta i Terytoriów Północno-Zachodnich, w dorzeczu Mackenzie.
Rzeka ma swój początek u zbiegu rzek Peace i, wypływającej z jeziora Athabaska, Rivière des Rochers. Rzeka płynie w kierunku północnym do ujścia do Wielkiego Jeziora Niewolniczego, które znajduje się w pobliżu miejscowości Fort Resolution. Długość rzeki wynosi 415 km.
Nad rzeką położone są miejscowości Fitzgerald i Fort Smith. W górnym biegu rzeka wyznacza wschodnią granicę Parku Narodowego Bizona Leśnego.